# 藏麻黄
藏麻黄（学名：Ephedra saxatilis）为麻黄科麻黄属下的一个种。